# Affiance
Affiance ist eine US-amerikanische Metalcore-Band aus Cleveland, Ohio.

## Geschichte

### Gründung undNo Secrets Revealed(2007–2012)
Affiance wurde 2007 gegründet und veröffentlichte ein Jahr später ihre erste EP Calm Before the Storm. Anschließend wurden sie vom Musiklabel Bullet Tooth Records unter Vertrag genommen, um ihr Debütalbum zu veröffentlichen. Dieses erschien am 2. Dezember 2010 unter dem Namen No Secrets Revealed. Besonders das humorvolle Musikvideo zu Call to the Warrior, in dem Affiance Rock Band spielt, erlangte große Bekanntheit mit über einer Million Aufrufe auf YouTube.

### The CampaignundBlackout(2012–Gegenwart)
Am 13. November 2012 veröffentlichte die Band ihr zweites Album The Campaign. Für das Album arbeitete die Band unter anderem mit dem Bassisten von August Burns Red, Dustin Davidson, und dem Sänger von Memphis May Fire, Matty Mullins, zusammen.
Im Februar und März 2013 ging Affiance auf eine USA-Tour. Ursprünglich wurde Glamour of the Kill als Gastband bekanntgegeben, allerdings mussten diese kurz vor dem ersten Konzert ihre Teilnahme absagen und somit spielte Affiance die Tour alleine. Auch für die folgenden Monate wurden Touren angekündigt, wie Auftritte in Großbritannien mit Dance Gavin Dance, Closure in Moscow und Violet und eine Sommer-Tour als Support von Killswitch Engage, As I Lay Dying und Miss May I.
Das Jahr 2014 verbrachte die Band mit der Arbeit an ihrem dritten Studioalbum, welches Blackout heißt und am 23. September 2014 erschien. Die erste Single aus dem neuen Album heißt Limitless und wurde am 28. Juni über Bullet Tooth Records veröffentlicht. Zwei weitere Songs Monuments Fail und Fire! erschienen vorab. Zu Fire! wurde ein aufwändiges Musikvideo gedreht in dem viel Pyrotechnik zum Einsatz kommt und die Band unter anderem in Flammen steht.
Nach mehreren Touren im Zyklus ihres letzten Albums trennten sich Affiance von ihrem Label Bullet Tooth Records. An Halloween 2015 gaben Affiance bekannt, dass sie eigenständig eine neue EP aufnehmen und diese über die Crowdfunding-Webseite Indiegogo finanzieren möchten. Die EP mit dem Titel Gaia erschien am 11. März 2016. Der Stil der EP zeichnet sich besonders dadurch aus, dass Sänger Tvrdik deutlich mehr schreit als auf den bisherigen Alben.

## Stil
Affiance mischt Metalcore mit Power Metal, was sich besonders am klaren und hohen Gesang des Sängers zeigt, welcher nahezu ausschließlich zu hören ist. Zudem verwendet die Band teils bekannte Sprachaufzeichnungen in ihren Liedern, wie z. B. die Bekanntgabe von John F. Kennedys Ermordung im Fernsehen durch Walter Cronkite in Kings of Deceit.

## Diskografie

### Alben
- 2010: No Secrets Revealed
- 2012: The Campaign
- 2014: Blackout

### EPs
- 2008: Calm Before the Storm
- 2016: Gaia

### Singles
- 2012: You Will Be Replaced
- 2012: The Final Countdown (Europe Cover)

### Musikvideos
- 2011: Call to the Warrior
- 2011: Nostra Culpa
- 2012: You Will Be Replaced
- 2012: Kings of Deceit
- 2012: The Cynic
- 2013: We the Machines
- 2014: Fire!